# 米耀荣
米耀荣（英語：Yiu-Wing Mai，1946年1月—），澳大利亚华裔材料科学与断裂力学专家。

## 生平
米耀荣出生于香港，是宋代著名书画家米芾的后人。他毕业于香港大学工程学院，1969年获学士学位，1972年获博士学位。此后赴美国密西根大学、英国伦敦帝国学院从事博士后研究。1976年起任教于悉尼大学。1990年出任悉尼大学工学院副院长。他亦是香港科技大學機械及航空航天工程系兼任教授。
米耀荣是澳大利亚技术科学与工程院院士（1992年）、美国机械工程师学会会士（1999年）、澳大利亚科学院院士（2001年）、香港工程院(前稱: 香港工程科學院) 院士(2003年)、英国皇家学会会士（2008年）、欧洲科学院院士（2008年）、英国皇家工程院院士（2011年）、中国工程院外籍院士（2017年），曾获澳大利亚联邦教授（2002年）、澳大利亚世纪勋章（2003年）、澳大利亚员佐勋章（2010年）等荣誉。